# Anny Ahlers

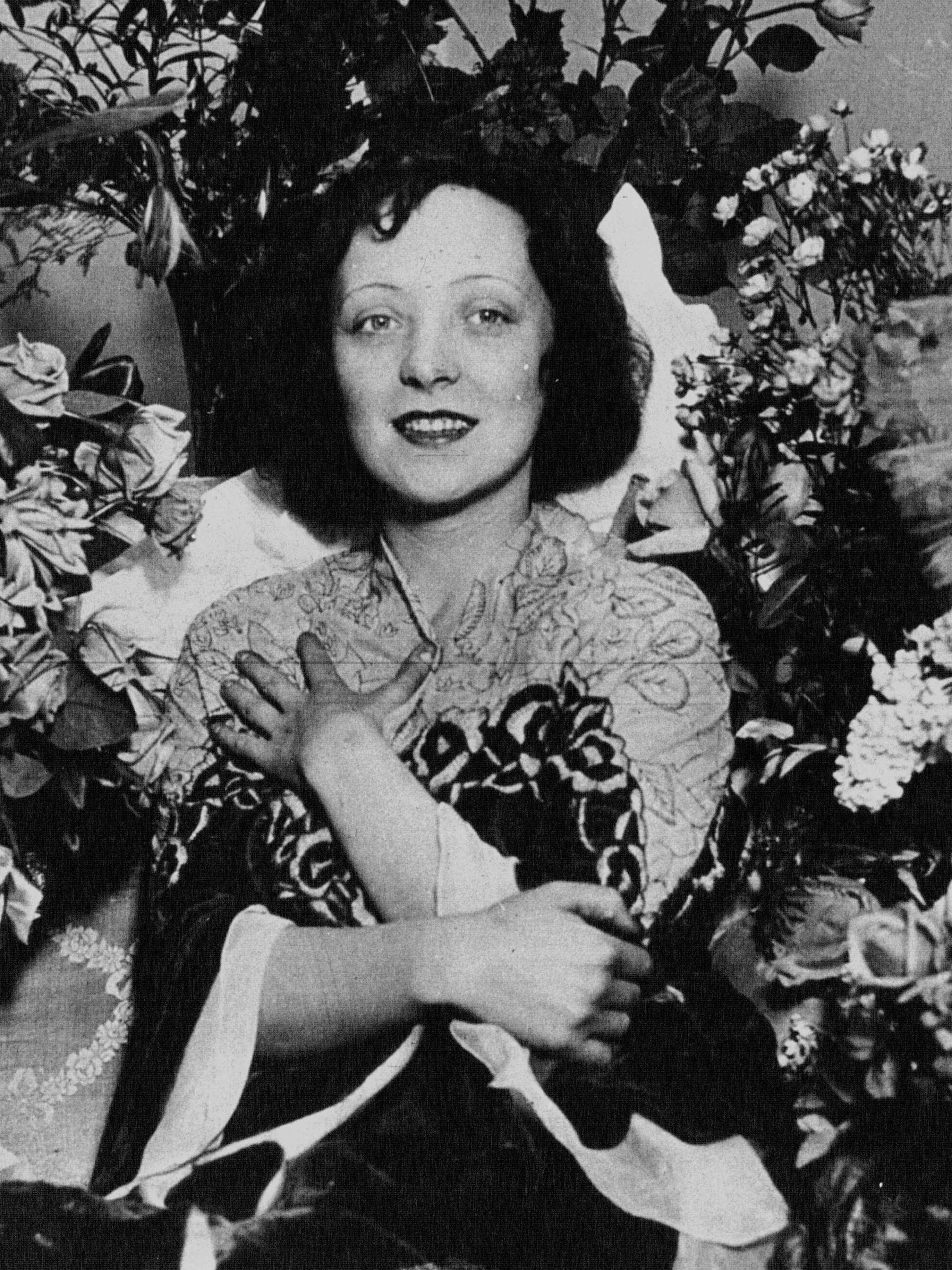
Anny Ahlers (1932)

Anny Ahlers (Anni Ahlers) (* 21. Dezember 1902 in Hamburg; † 14. März 1933 in London) war eine deutsche Sängerin und Schauspielerin.

## Leben
Anny Ahlers wurde 1902 in Hamburg geboren. Bereits mit vier Jahren trat sie als Tänzerin in einem Zirkus auf. Nach ihrem Gesangsstudium bekam sie eine Rolle in der Operette Casanova, die Ralph Benatzky nach Melodien von Johann Strauss arrangiert hatte. Mit dieser Rolle wurde sie in Berlin bekannt. In Breslau verkörperte Anny Ahlers am 25. September 1926 die Titelrolle in der Uraufführung der Eduard-Künneke-Operette Lady Hamilton  (Dirigent: Franz Marszalek).
Zu ihren Rollen gehörte auch die exotische Prinzessin Laya in Paul Abrahams Revueoperette „Die Blume von Hawaii“. In der Wiener Uraufführung der Operette „Das Veilchen vom Montmartre“ mit der Musik von Emmerich Kálmán sang sie die „Pariserin Ninon“. 1932 trat Anny Ahlers gemeinsam mit Richard Tauber am Berliner Metropol-Theater in der Uraufführung der Operette „Das Lied der Liebe“ auf. Dafür hatte Erich Wolfgang Korngold die klassische Operette „Das Spitzentuch der Königin“ von Johann Strauß in ein zeitgemäßes Gewand gekleidet. Richard Tauber nahm daraus auch zwei Arien auf, doch bei den Einspielungen der Duette war der Tenor Marcel Wittrisch der musikalische Partner von Anny Ahlers. Die Aufnahme des Duetts Geliebte Frau, sei mein entstand mit dem Orchester des Metropol-Theaters unter Franz Schönbaumsfeld im Jahr 1932.

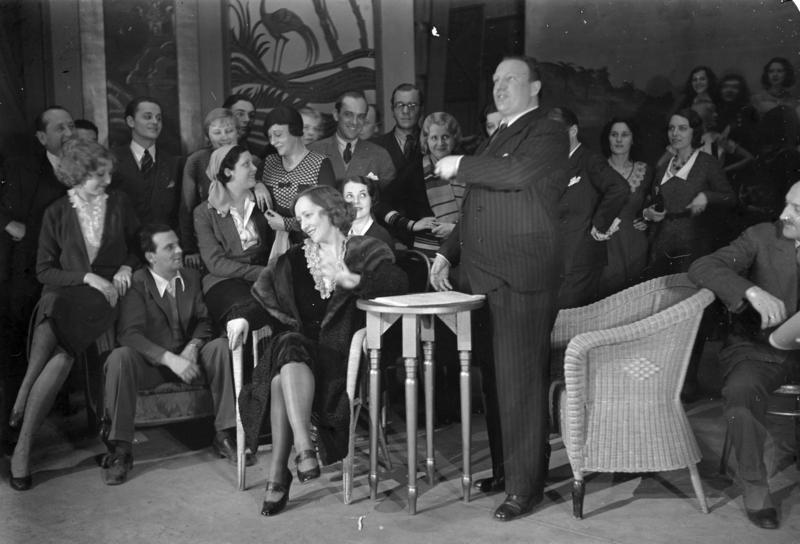
Anny Ahlers (sitzend) mit Richard Tauber im Metropol-Theater, Berlin

Sie wirkte in den Tonfilmen Die Faschingsfee von Emmerich Kálmán und Die Marquise von Pompadour. Die Kritik schrieb damals: „Die schlank-rassige Anny Ahlers legt eine bemerkenswerte nervös-hysterische Filmstar-Persiflage hin. Immer stärker entpuppt sich diese Operettensängerin auch als Filmkünstlerin von Gnaden, als eine Diva, die sich in ihrer Übergeschnapptheit glänzend in die turbulente Handlung einfügt.“ Ein weiterer Film mit Anny Ahlers war Die verliebte Firma, zudem die erste Regiearbeit von Max Ophüls. Sie sang darin das Lied Ich wär’ so gern mal richtig verliebt. Die Komposition stammte von Bruno Granichstaedten.

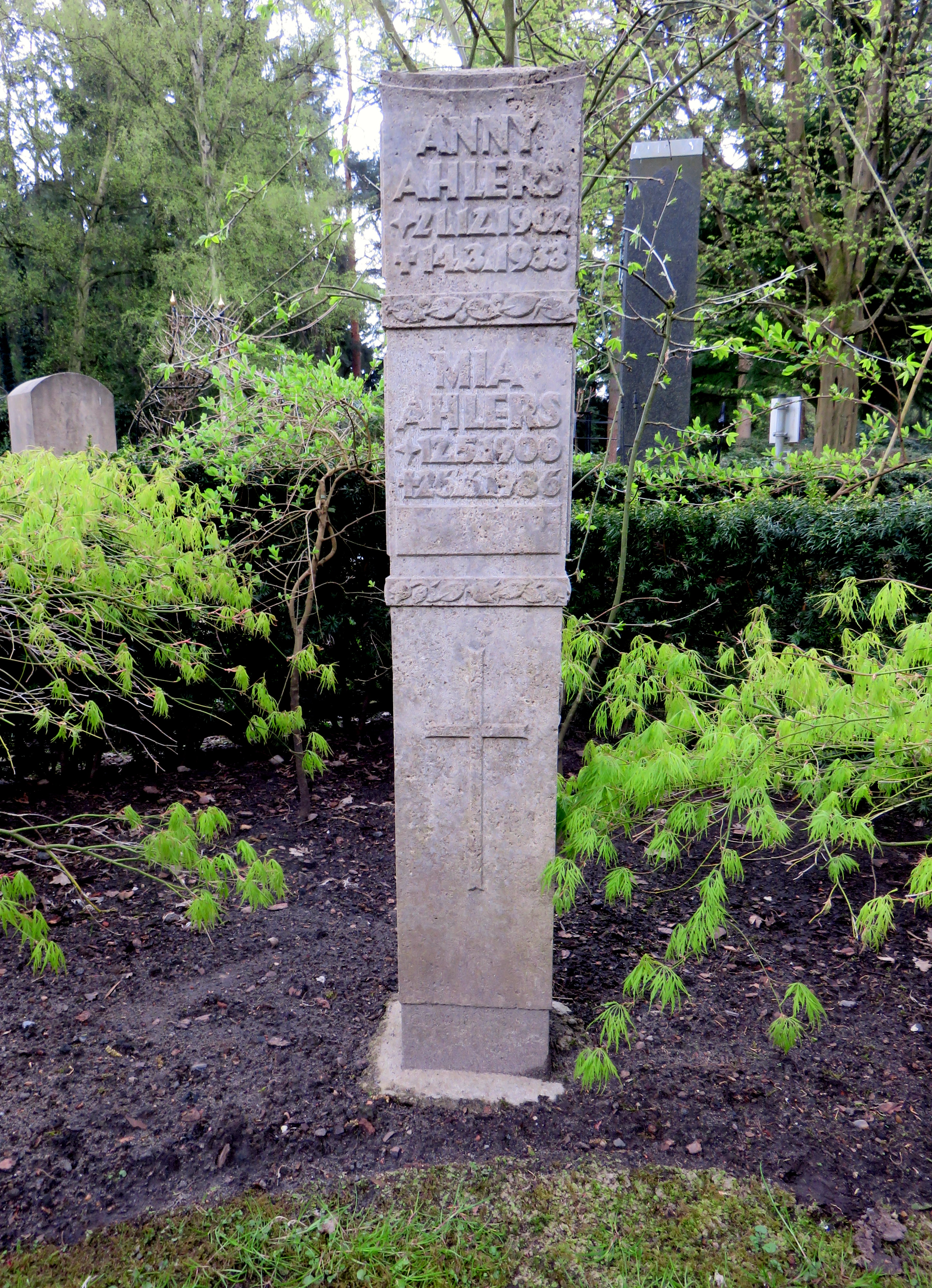
Historischer Grabstein im Garten der Frauen

Im Herbst 1932 gastierte Anny Ahlers dann für mehrere Monate in London als Dubarry in der gleichnamigen Operette, die Theo Mackeben nach einer Vorlage von Karl Millöcker arrangiert hatte. Obwohl Anny Ahlers kaum Englisch sprach und die Dialoge und Gesangstexte rein phonetisch auswendig gelernt hatte, waren die Aufführungen ein großer Triumph.
Anny Ahlers litt an Tuberkulose, die sich durch das feucht-kalte Londoner Wetter noch verschlimmerte. Da sie dennoch die Bühne betreten wollte, griff Anny Ahlers, um die Schmerzen zu betäuben, zu Morphin, von dem sie schließlich abhängig wurde. Am 14. März 1933 stürzte sie sich aus dem Fenster ihres Londoner Hotels.
Ihre Urne wurde auf Veranlassung ihrer Mutter auf dem Ohlsdorfer Friedhof in Hamburg beigesetzt. Ihr Grabstein wurde in den 2001 eröffneten Garten der Frauen verlegt. In der Kirche in Shipley befindet sich noch heute eine von Freunden gestiftete Plakette mit der Inschrift „renowned for genius in dramatic art“. 2005 wurde ein Gemälde von Anny Ahlers im englischen Kunsthandel für umgerechnet 150.000 Euro angeboten und von einem Privatsammler erworben.
Im August 2021 erhielt auf Beschluss des Hamburger Senats ein Fußweg zwischen Zirkusweg und Bernhard-Nocht-Straße im Stadtteil St. Pauli den Namen Anny-Ahlers-Weg.

## Filmografie (komplett)
- 1928: Casanova
- 1930: Die Marquise von Pompadour
- 1931: Die Faschingsfee
- 1931: Der wahre Jakob
- 1931: Kabarett-Programm Nr. 5 (Kurzfilm)
- 1931: Die Liebesfiliale
- 1932: Die verliebte Firma